# 伊予三芳駅
伊予三芳駅（いよみよしえき）は、愛媛県西条市三芳にある、四国旅客鉄道（JR四国）予讃線の駅である。駅番号はY37。

## 歴史
- 1923（大正13）年1月13日：当駅 - 伊予桜井駅間で路線の建設中に永納山トンネル崩落事故が発生[4]。
- 1923（大正12）年10月1日：壬生川駅 - 当駅間延伸に伴い、鉄道省讃予線（現：予讃線）の駅として開業[5]。
- 1971（昭和46）年11月8日：貨物取扱廃止[3]。
- 1984（昭和59）年
  - 2月1日：荷物扱い廃止[3]。
  - 4月1日：駅員無配置駅となり[6]、簡易委託化される[7]。
- 1987（昭和62）年4月1日：国鉄分割民営化により、四国旅客鉄道（JR四国）の駅となる[3]。
- 2006（平成18）年12月15日：午後2時10分頃、85歳男性が運転する乗用車がアクセルとブレーキを踏み間違えて駅舎に衝突する事故が発生[8]。衝突事故の影響で、駅舎内にいた利用客2人に外壁の破片が当たる[8]。
- 2017（平成29）年10月：駅舎建替工事開始[9]。それをきっかけとして、地元住民ら約30人が駅の歴史や周辺の魅力を発信するため、「三芳駅愛好会」を立ち上げた[9]。
- 2018（平成30）年3月16日：新駅舎完成[10]。3月19日に完成記念式典を行った[10]。

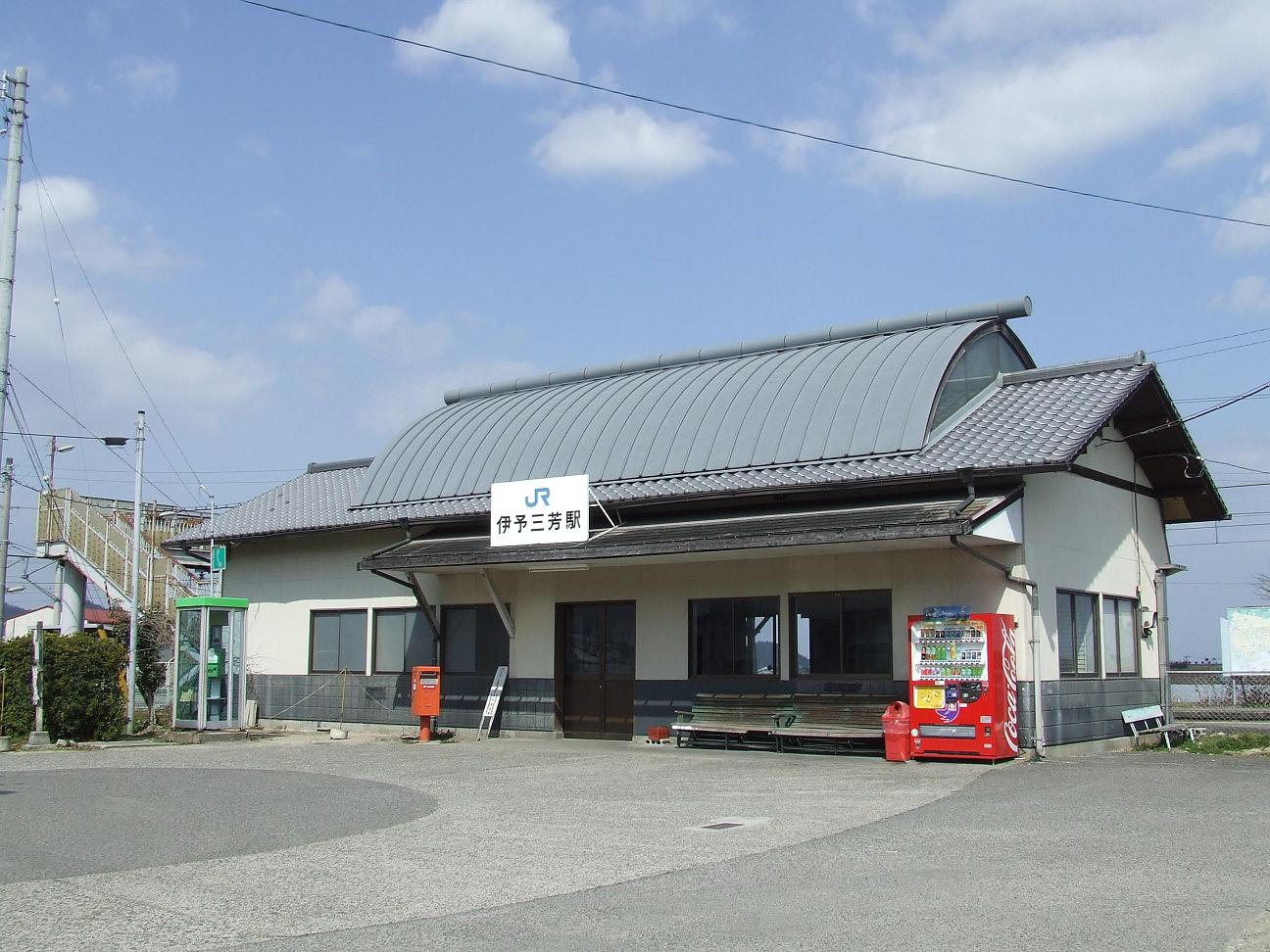
旧駅舎（2008年3月）
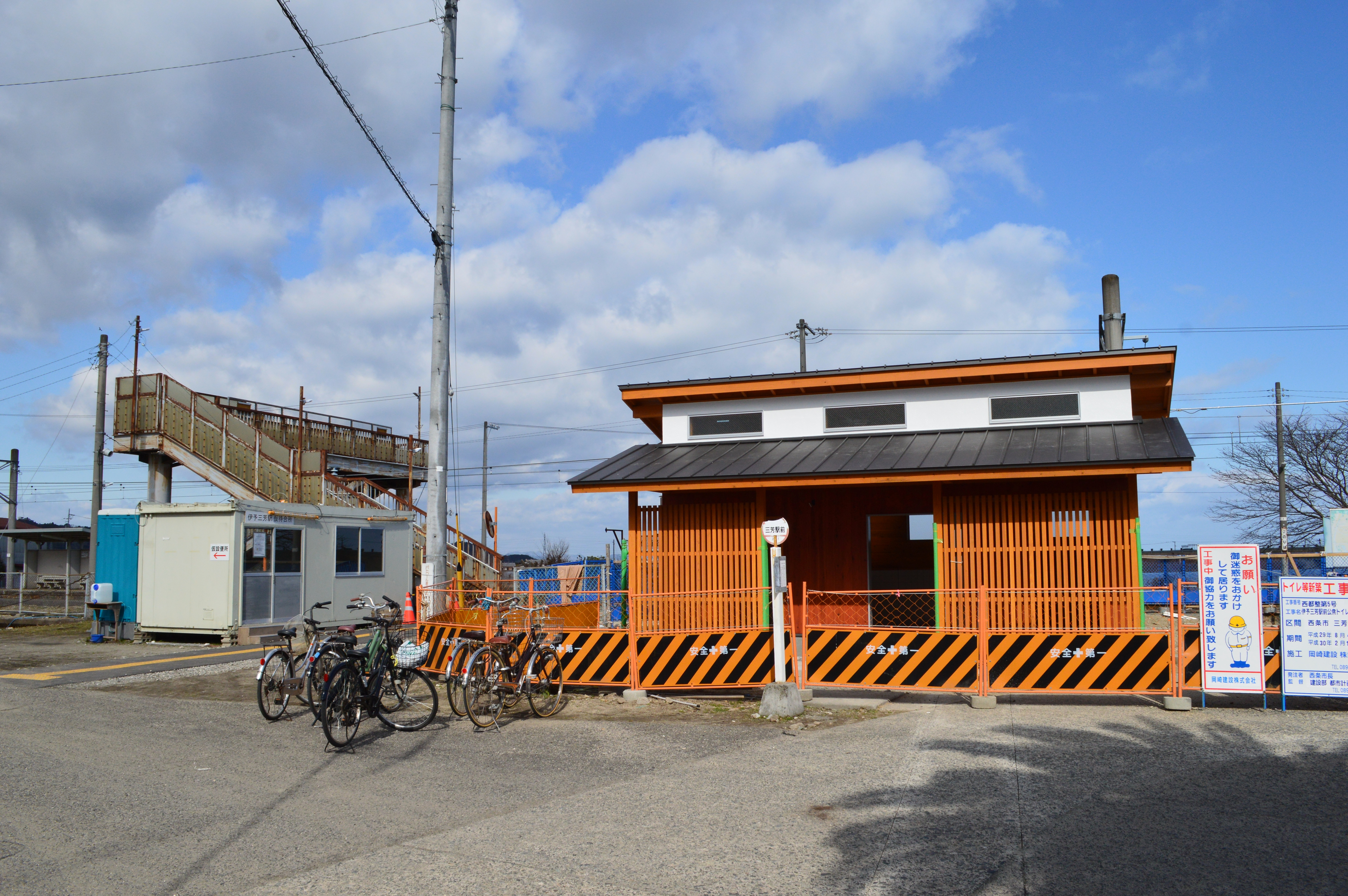
建設中の新駅舎（2018年1月）

## 駅構造
1番線が上下副本線、2番線が上下本線（制限速度100 km/h）となっている一線スルーで対向式2面2線の地上駅。このため、特急などの通過列車は両方向とも2番線を通過していくが、停車列車は両方向とも駅舎側の1番のりばを優先的に使用する。
以前は簡易委託駅で、乗車券は駅舎内のキヨスクで販売していたが現在はキヨスクが撤退し、完全に無人化された。

### のりば
| のりば | 路線    | 方向 | 行先                       |
| ------ | ------- | ---- | -------------------------- |
| 1・2   | ■予讃線 | 下り | 今治・松山・伊予市方面     |
| 1・2   | ■予讃線 | 上り | 伊予西条・新居浜・高松方面 |

## 駅周辺
- 西条西警察署三芳駐在所
- 西条市三芳公民館
  - 西条市役所西部支所三芳市民サービスコーナー（旧三芳町役場）
- 東予北地域交流センター
- すぱーく東予（全天候型ゲートボール場）
- 三芳郵便局
- 大明神川トンネル

当駅の高松方にある予讃線のトンネル。天井川である大明神川をくぐっており、断面が小さい予讃線のトンネルの中でもその小ささは際立っている。この付近で今治小松自動車道とアンダークロスしているため、架橋もトンネルの掘り直しも不可能である。

### バス路線
三芳駅前
- せとうち周桑バス
  - 本谷温泉 / 周桑営業所

三芳
- 瀬戸内運輸（せとうちバス）
  - 小松総合支所 / 今治方面

## 隣の駅
四国旅客鉄道（JR四国）
■予讃線
壬生川駅 (Y36) - 伊予三芳駅 (Y37) - 伊予桜井駅 (Y38)